# 沃羅日巴 (列別金市鎮)
50°42′51″N 34°38′2″E / 50.71417°N 34.63389°E

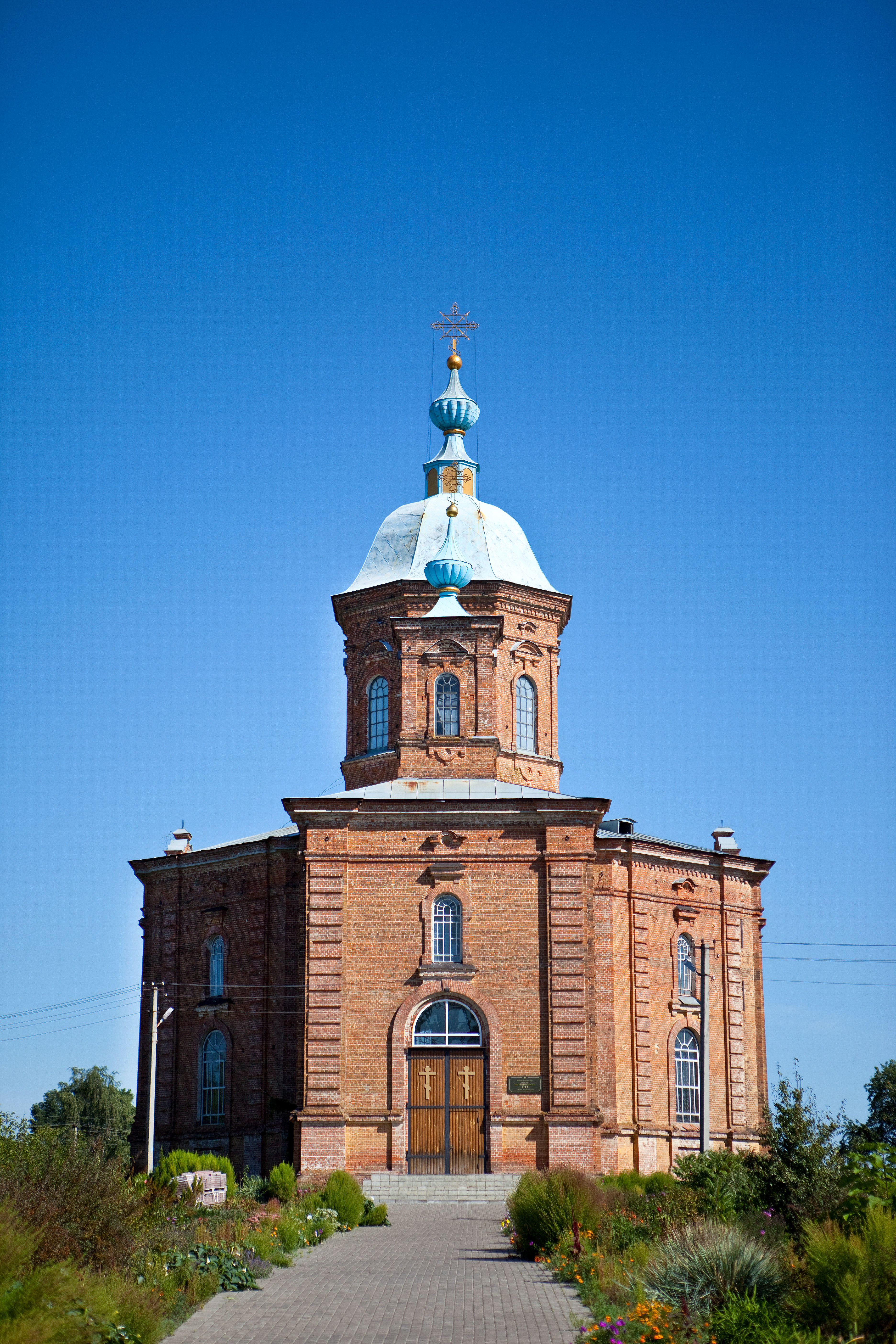
教堂

沃羅日巴（烏克蘭語：Ворожба）是位於烏克蘭東北部的村莊，由蘇梅州蘇梅區的列别金市镇負責管轄。該村處於普肖爾河畔，距離洛博迪夫希納和巴西夫希納1.5公里，2001年人口1,638。